# Pourtalesia tanneri
Pourtalesia tanneri är en sjöborreart som beskrevs av Agassiz 1898. Pourtalesia tanneri ingår i släktet Pourtalesia och familjen Pourtalesiidae. Inga underarter finns listade i Catalogue of Life.